# 아이리버 P10
아이리버 P10(iriver P.ple P10)은 아이리버에서 출시한 포터블 미디어 플레이어이다. 처음 Pro버전을 발매하였고, 후에 DMB와 전자사전 기능을 제외한 Basic 버전이 발매됐다.

## 특징
- 한손에 들어오는 작은 부피와 무게.
- 절제된 모던함을 표현하는 심플한 디자인.
- 터치패드를 통한 쉽고 간편한 인터페이스.
- 인터넷 강의 재생 기능 지원.
- PC소프트웨어 iriver plus3을 통해 새로운 기능을 추가로 지원.

## 지원 파일
- 오디오 : MP3, WMA, OGG, FLAC, APE, WAV
- 비디오 : AVI, WMV, MPG / 자막 : SMI
- 사진 : JPEG, BMP
- 문서 : TXT / 문서뷰어 : DOC, XLS, PPT, PDF, HWP / CSD뷰어 : CSD

## 기타 기능
- 전사수첩 : 일정관리, 기념일, 주소록, 메모장
- 플래시 : Flash Lite 2.1 지원
- 전자사전 : 11종의 사전 지원 (Pro버전의 제품에 추가)
- DMB : 한국향 지상파 DMB, 내장형 로드 안테나 (Pro버전의 제품에 추가)